# Durrell család
A Durrell család brit indiai származású, brit és ír ősökkel is bíró család, melynek úgyszólván minden tagja világhírre tett szert, egy részük saját jogon, a többiek pedig főleg a család legfiatalabb férfitagja, Gerald Durrell író önéletrajzi jellegű regényein és novelláin keresztül. Bár a legnagyobb nemzetközi ismertségre a családtagok közül alighanem Gerald tett szert, rajta kívül két másik testvére is íróként vált ismertté, a negyedik testvér pedig egy időben festészettel foglalkozott.

## A család tagjai
A családfő Lawrence Samuel Durrell (1884–1928) útéptő mérnökként dolgozott Brit Indiában, felesége Louisa Florence Dixie (1886–1964) volt.
Gyermekeik:
- Lawrence Durrell (1912–1990), diplomata és író, akinek legismertebb műve az Alexandriai négyes volt, de számos útleírást, útikönyvet is írt; Prospero's Cell cím, a háború előtti Korfu életét bemutató műve részben önéletrajzi jellegű írás.
- Leslie Durrell (1918–1983),[1][2] a második legidősebb fiú volt. Gerald Durrell korfui trilógiájában — Családom és egyéb állatfajták, Madarak, vadak, rokonok és Istenek kertje — úgy jelenik meg, mint aki leginkább a fegyverek, a vadászat és a hajózás iránt érdeklődött; nővére évtizedekkel később kiadott, De mi lett Margóval? című regényéből az is kiderül, hogy egy időben komolyabban érdeklődött a festészet iránt is.[3]
- Margaret Durrell (1920–2007) az egyetlen lány volt a testvérek közül; viszonylag rövid életű házasságát követően panziósnőként tevékenykedett Bournemouthban és sok szerepe volt abban, hogy Gerald öccse megnyithatta jersey-i állatkertjét. Egy önéletrajzi ihletésű regénye született életének ezen időszakáról, az írás évtizedekkel a születése után, 1995-ben jelent csak meg.
- Gerald Durrell (1925–1995) népszerű természetkutató, természetvédő, író és televíziós személyiség, akinek hatalmas szerepe volt a modern állatkertek létrejöttében és működési céljaik újradefiniálásában. Nevéhez fűződik a Jersey-i állatkert és az azt működtető természetvédelmi alapítvány létrehozatala.
  - Első felesége Jacqueline Sonia Wolfenden (1929– ) Jacquie Durrell néven vált ismertté; 1951-es házasságuktól 1979-es válásukig számos kutató-gyűjtőútjára elkísérte férjét, részese volt Gerald természetvédő és állatkerti munkájának, televíziós produkcióiban is közreműködött. Élményeiről két könyvet is írt, az egyik magyarul is megjelent, Állatok az ágyamban címmel.
  - Második felesége Lee Wilson (1949– ), aki házassága után a Lee McGeorge Durrell nevet használta. Ő is részt vett Gerald Durrell több expedícióján, és részese volt az ezekről készülő könyvek megjelentetésének is. Férje halála után a Durrell Vadvédelmi Alap tiszteletbeli elnöke lett.

Mindkét Durrell szülő és mind a négy gyerek Indiában született, abban az időben, amikor az ország a Brit Birodalom része volt (Brit India), sőt még az anya, Louisa Durrell apja is. Miután Lawrence Samuel Durrell 1928-ban meghalt, Louisa a három kisebb gyerekkel Angliába költözött (a legidősebb fiút már korábban Angliába küldték, hogy ott folytassa tanulmányait). Iskolái végeztével a legidősebb fiú megházasodott és a görögországi Korfura költözött, unszolására rövidesen a család többi tagja is követte. 1935-től 1939-ig közel öt évet töltöttek a szigeten, ahonnan csak a második világháború kitörésének hírére költöztek vissza. Gerald Durrell, aki ott kötelezte el magát végérvényesen a természettel és az állatokkal való foglalkozás iránt, megannyi humoros írásában — három teljes regényben és több más kisebb írásművében — állított emléket az ott töltött öt évnek, több-kevesebb részletességgel bemutatva bennük családja tagjait is.